# Masurer
Masurer (po. mazur, mazowszanin, fem. ma-zurka), invånare i det forna polska hertigdömet Masovien, (i  Kalisz, Warszawa, Plock och angränsande delar av förutvarande tyska Ostpreussen).